# Monumento a los Creadores de la Canción Yucateca
El Monumento a los Creadores de la Canción Yucateca es un monumento funerario ubicado en el Cementerio General de la Ciudad de Mérida, Yucatán, México. Se edificó con la intención de reunir y custodiar los restos mortales de los más grandes exponentes de la música yucateca y honrar su memoria.

## Historia
Fue construido por el arquitecto Carlos Castillo Monte de Oca sobre un diseño del escultor colombiano Rómulo Rozo, autor de la alegoría central que representa a una mujer tañendo su guitarra y cantando temas de nuestros autores. El conjunto arquitectónico semeja medio Cuadrángulo Maya y está totalmente revestido con cantera labrada de Ticul.
El Monumento a los Creadores de la Canción Yucateca es un lote cedido por acuerdo del entonces gobernador Víctor Mena Palomo en favor y bajo resguardo de la Sociedad Artística Ricardo Palmerín.
Inició su construcción en marzo de 1957. Fue inaugurado el 1 de octubre de 1960, en ocasión del 11.º aniversario de la Sociedad Artística Ricardo Palmerín, en ceremonia presidida por el gobernador Agustín Franco Aguilar y el alcalde de Mérida Luis Torres Mesías.
El primer personaje trasladado al monumento es el compositor Guty Cárdenas, cuyos restos fueron llevados el 14 de abril de 1958 (antes de que estuviese terminado); ocupando una de las tres criptas principales. En las otras reposan Ricardo Palmerín, trasladado el 10 de diciembre de 1960, y Pepe Domínguez, el 14 de enero de 1962.
En el ala derecha se encuentran: Luis Espinosa Alcalá, Pastor Cervera, Rubén Darío Herrera, Daniel Ayala, Domingo Casanova, Chucho Herrera, Pepe Gómez, Manuel López Barbeito, Wello Rivas, Luis Demetrio, Luis Felipe Castillo y Juan Acereto.
En el ala izquierda se encuentran: Cirilo Baqueiro Preve, los poetas Ermilo Padrón López, Antonio Mediz Bolio, Luis Rosado Vega, Manuel Díaz Massa, Alfredo Aguilar Alfaro, Manuel Montes de Oca, Humberto Lara y Lara, Carlos Duarte Moreno, y los trovadores Carlos Salazar, Arturo Alcocer, Lauro Santa María y José Peón Contreras.
En los extremos del monumento reposan los presidentes vitalicios doctor Próspero Martínez Carrillo, licenciado Jorge A. Peniche y Peniche y la presidenta honorífica Judith Pérez Romero.
El 2 de noviembre de 2011 fue inaugurada la segunda sección, la cual fue construida por el arquitecto Gerardo Pinzón Cortés y el ingeniero Luis Jorge Pérez Auais,  con el apoyo del Instituto de Cultura de Yucatán. En esta sección se encuentran los poetas Víctor M. Martínez, José Esquivel Pren, Alfredo Aguilar Alfaro, Ricardo López Méndez, José Antonio Zorrilla Martínez y los compositores Estela Puerto de Pompeyo, Arturo Cámara Tappan, Vicente Uvalle Castillo, Santiago Manzanero, Alejandro G. Rosas y Lía Baeza Mézquita. Hay una cripta reservada para la poeta Rosario Sansores.
El 20 de marzo de 2018, se inauguró la tercera sección, con el apoyo de la Secretaría de la Cultura y las Artes. En esta área descansan los poetas José Díaz Bolio y Roberto Sarlat Corrales y los compositores Enrique "Coqui" Navarro, Enrique Cáceres Méndez, Ligia Cámara Blum, Juan Magaña Alonzo, José León Bojórquez García y Candelario Lezama Herrera.

## Lista
| Nombre                          | Fecha     | Actividad                | Fecha de ingreso         | Sección           | Ref.         |
| ------------------------------- | --------- | ------------------------ | ------------------------ | ----------------- | ------------ |
| Guty Cárdenas                   | 1905-1932 | Compositor               | 14 de abril de 1958      | Centro            | [ 3 ]        |
| Ricardo Palmerín Pavia          | 1887-1994 | Compositor               | 10 de diciembre de 1960  | Centro            | [ 3 ]        |
| Pepe Domínguez                  | 1900-1950 | Compositor               | 14 de enero de 1962      | Centro            | [ 3 ]        |
| Cirilo Baqueiro Preve           | 1848-1910 | Compositor               |                          | Costado izquierdo | [ 3 ]        |
| Luis Rosado Vega                | 1873-1958 | Poeta                    |                          | Costado izquierdo | [ 3 ]        |
| Ermilo Padrón López             | 1898-1978 | Poeta                    |                          | Costado izquierdo | [ 3 ]        |
| Antonio Mediz Bolio             | 1884-1957 | Poeta                    |                          | Costado izquierdo | [ 3 ]        |
| Manuel Montes de Oca y Espejo   | 1895-1967 | Poeta                    |                          | Costado izquierdo | [ 3 ]        |
| Carlos Duarte Moreno            | 1900-1969 | Poeta                    |                          | Costado izquierdo | [ 3 ]        |
| Humberto Lara y Lara            | 1906-1981 | Poeta                    |                          | Costado izquierdo | [ 3 ]        |
| Alfredo Aguilar Alfaro          | 1902-1986 | Poeta                    |                          | Costado izquierdo | [ 3 ]        |
| Manuel Díaz Massa               | 1909-1977 | Poeta                    |                          | Costado izquierdo | [ 3 ]        |
| Lauro Santa María Cámara        | 1903-1950 | Compositor y trovador    |                          | Costado izquierdo | [ 3 ]        |
| Carlos Salazar Manzanero        | 1895-1969 | Compositor y trovador    |                          | Costado izquierdo | [ 3 ]        |
| Arturo Alcocer Escamilla        | 1913-1983 | Compositor y trovador    |                          | Costado izquierdo | [ 3 ]        |
| José Peón Contreras             | 1843-1907 | Poeta                    |                          | Costado izquierdo | [ 2 ]        |
| Rubén Darío Herrera Martínez    | 1897-1962 | Compositor y folklorista |                          | Costado derecho   | [ 3 ]        |
| Daniel Ayala Pérez              | 1906-1975 | Compositor               |                          | Costado derecho   | [ 3 ]        |
| Domingo Casanova Heredia        | 1890-1957 | Compositor y trovador    |                          | Costado derecho   | [ 3 ]        |
| Jesús "Chucho" Herrera Ramírez  | 1901-1979 | Compositor y trovador    |                          | Costado derecho   | [ 3 ]        |
| Pepe Gómez Torres               | 1901-1958 | Compositor y trovador    |                          | Costado derecho   | [ 3 ]        |
| Pastor Cervera Rosado           | 1915-2001 | Compositor y trovador    | 19 de junio de 2004      | Costado derecho   | [ 3 ] [ 4 ]  |
| Manuel López Barbeito           | 1903-1984 | Compositor y trovador    |                          | Costado derecho   | [ 3 ]        |
| Juan Acereto Manzanilla         | 1930-1991 | Compositor y trovador    |                          | Costado derecho   | [ 3 ]        |
| Luis Felipe Castillo Herrera    | 1932-2007 | Compositor y trovador    |                          | Costado derecho   | [ 3 ]        |
| Manuel "Wello" Rivas Ávila      | 1913-1990 | Compositor y cantante    |                          | Costado derecho   | [ 3 ]        |
| Luis Espinosa Alcalá            | 1932-2009 | Compositor y letrista    | 22 de marzo de 2010      | Costado derecho   | [ 3 ] [ 5 ]  |
| Luis Demetrio Traconis Molina   | 1931-2007 | Compositor               | Abril de 2008            | Costado derecho   | [ 3 ] [ 6 ]  |
| Próspero Martínez Carrillo      | 1909-1992 | Presidente vitalicio     |                          | Extremos          | [ 3 ]        |
| Jorge A. Peniche y Peniche      | 1921-1998 | Presidente vitalicio     |                          | Extremos          | [ 3 ]        |
| Judith Pérez Romero             | 1920-2016 | Presidente honorífica    | 20 de enero de 2017      | Extremos          | [ 7 ] [ 1 ]  |
| Estela Puerto de Pompeyo        | 1918-1993 | Pianista y compositora   | 15 de enero de 2012      | Segunda           | [ 3 ]        |
| Arturo Cámara Tappan            | 1904-1990 | Compositor               | 21 de marzo de 2012      | Segunda           | [ 3 ]        |
| Rosario Sansores Pren           | 1889-1972 | Escritora                | 22 de mayo de 2012       | Segunda           | [ 3 ]        |
| José Antonio Zorrilla Martínez  | 1915-1982 | Poeta                    | 17 de julio de 2012      | Segunda           | [ 3 ]        |
| Víctor Manuel Martínez Herrera  | 1896-1970 | Poeta                    | 13 de agosto de 2012     | Segunda           | [ 3 ]        |
| Ricardo López Méndez            | 1903-1989 | Poeta                    | 12 de septiembre de 2012 | Segunda           | [ 3 ]        |
| José Esquivel Pren              | 1897-1982 | Poeta                    | 20 de diciembre de 2012  | Segunda           | [ 3 ]        |
| Vicente Uvalle Castillo         | 1905-1996 | Compositor               | 20 de marzo de 2013      | Segunda           | [ 3 ]        |
| Alejandro G. Rosas              | 1888-1957 | Compositor               | 15 de enero de 2014      | Segunda           | [ 3 ]        |
| Santiago Manzanero y Manzanero  | 1904-1987 | Compositor               | 21 de marzo de 2014      | Segunda           | [ 3 ]        |
| Rita Lía Baeza Mézquita         | 1925-2008 | Compositora              | 4 de noviembre de 2014   | Segunda           | [ 8 ]        |
| José Dolores Díaz Bolio         | 1906-1998 | Poeta                    | 30 de mayo de 2018       | Tercera           | [ 1 ] [ 9 ]  |
| Ciprián Roberto Sarlat Corrales | 1897-1963 | Poeta                    | 26 de septiembre de 2018 | Tercera           | [ 1 ] [ 10 ] |
| Enrique Novelo Navarro          | 1934-2019 | Compositor               | 27 de febrero de 2019    | Tercera           | [ 1 ] [ 11 ] |
| Enrique Cáceres Méndez          | 1934-2011 | Compositor               | 15 de junio de 2018      | Tercera           | [ 1 ] [ 12 ] |
| Ligia Trinidad Cámara Blum      | 1943-2013 | Compositora              | 15 de enero de 2019      | Tercera           | [ 1 ] [ 13 ] |
| Juan Matías Magaña y Alonzo     | 1930-2001 | Compositor               | 21 de marzo de 2019      | Tercera           | [ 1 ] [ 14 ] |
| José León Bojórquez García      | 1900-1960 | Compositor               | 17 de julio de 2019      | Tercera           | [ 1 ] [ 15 ] |
| Candelario Lezama Herrera       | 1904-1974 | Compositor               | 31 de octubre de 2020    | Tercera           | [ 1 ] [ 16 ] |
| Candelario Lezama Herrera       | 1904-1974 | Compositor               | 31 de octubre de 2020    | Tercera           | [ 1 ] [ 16 ] |
| Ricardo Duarte Esquivel         | 1907-1978 | Compositor               | 21 de marzo de 2022      |                   | [ 17 ]       |
| Ramón Triay                     | 1947-2011 | Poeta                    | 21 de marzo de 2023      |                   | [ 18 ]       |
| Enrique Galaz Chacón            | 1897-1972 | Compositor               | 2 de agosto de 2023      |                   | [ 19 ]       |
| Angélica Balado                 | 1960-2024 | Cantante y compositora   | 21 de marzo de 2024      |                   | [ 20 ]       |